# Breitenausbildung
Breitenausbildung bezeichnet die Ausbildung in Erste Hilfe für jedermann. Die Hilfsorganisationen haben es sich zum Ziel gemacht, die breite Bevölkerung in Erste-Hilfe-Kenntnissen zu schulen, um die Zeit bis zum Eintreffen des Rettungsdienstes oder des Notarztes (Hilfsfrist) in einer medizinischen Notfallsituation zu überbrücken und dem Betroffenen adäquat zu helfen. Dazu gehört unter anderem die Sicherung der Vitalfunktionen, die Bekämpfung eines Schocks, das korrekte Absetzen eines Notrufes usw.